# گیریهاگاما
گیریهاگاما (به لاتین: Girihagama) یک منطقهٔ مسکونی در سری‌لانکا است که در استان مرکزی (سری‌لانکا) واقع شده‌است.